# Rezolucja Rady Bezpieczeństwa ONZ nr 374
Rezolucja Rady Bezpieczeństwa ONZ nr 374 została przyjęta jednomyślnie 18 sierpnia 1975 r.
Po przeanalizowaniu wniosku Mozambiku o członkostwo w Organizacji Narodów Zjednoczonych, Rada zaleciła Zgromadzeniu Ogólnemu przyjęcie tego państwa do swojego grona.

## Źródło
- UNSCR - Resolution 374